# Перманганати

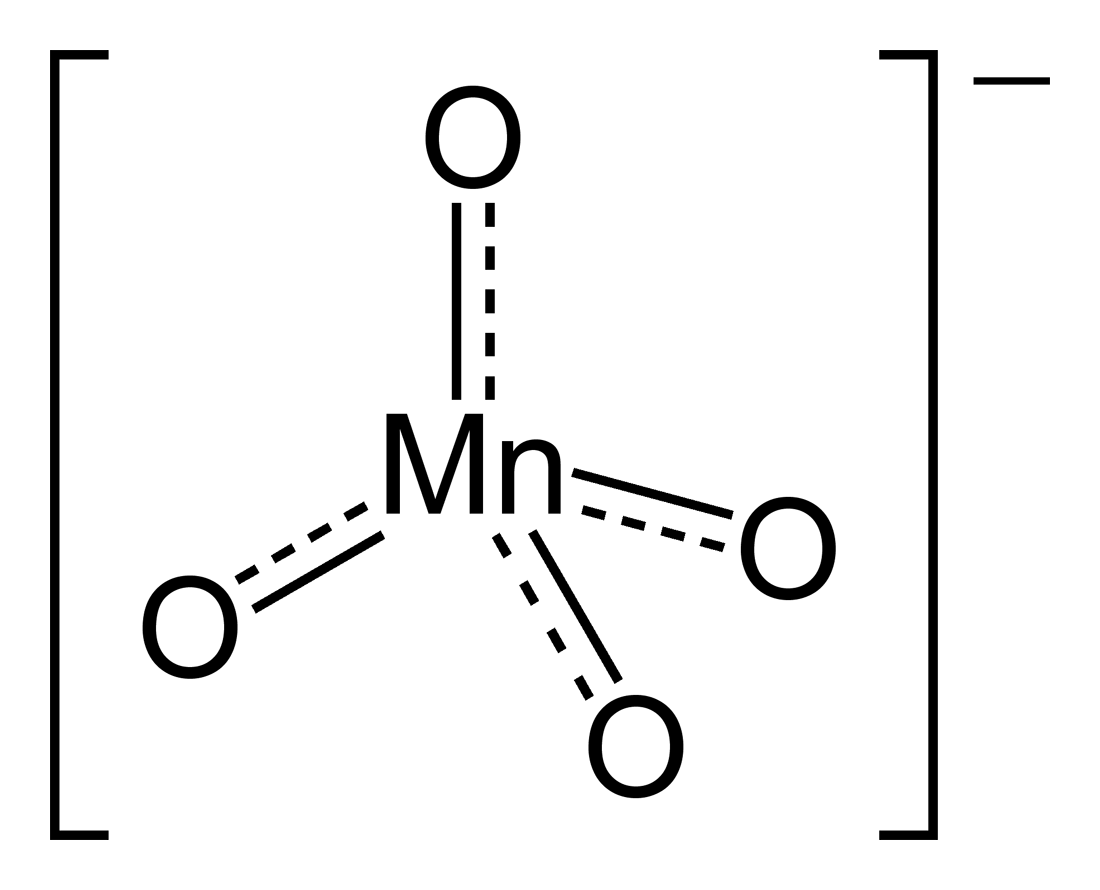
Будова перманганат-іона

Пермангана́ти — неорганічні сполуки, солі перманганатної кислоти, що містять у своєму складі аніон MnO4-.
Найбільше прикладне значення має перманганат калію KMnO4. Невелике значення має також перманганат натрію NaMnO4, однак через велику розчинність його важко кристалізувати. Перманганати інших металів мають суто науковий інтерес.

## Фізичні властивості
Перманганати мають темно-фіолетове забарвлення. Вони є доволі стійкими сполуками, хоча при нагріванні розкладаються швидше, ніж перхлорати, до яких вони ізоморфні.
Густина перманганатів лужних металів збільшується із ростом атомного номера елемента, а розчинність при цьому падає: за кімнатної температури розчинність знижується від ~900 г/л для LiMnO4, до 70 г/л для KMnO4 і до 2,5 г/л для CsMnO4. Розчинність перманганатів стрімко зростає зі збільшенням температури:
| 0 °C  | 10 °C | 20 °C | 30 °C | 40 °C  | 53 °C  | 63 °C  | 70 °C  |
| ----- | ----- | ----- | ----- | ------ | ------ | ------ | ------ |
| 27,81 | 43,93 | 64,95 | 90,55 | 125,16 | 182,37 | 225,83 | 286,36 |

Перманганати також розчинні у деяких неводних розчинниках, зокрема, в рідкому аміаці, але не в рідкому SO2. Органічні розчинники на кшталт ацетону, ацетонітрилу, льодяної оцтової кислоти, трифлуороцтової кислоти, бензонітрилу, піридину певною мірою розчиняють перманганати, але такі розчини мають обмежену стабільність через окиснювальну дію перманганат-іонів на молекули розчинника.

## Отримання
Промисловий синтез перманганатів полягає у лужному окисненні оксиду марганцю(IV) із наступним електролітичним окисненням отриманого манганату:
{\displaystyle \mathrm {2MnO_{2}+4OH^{-}+O_{2}\longrightarrow 2MnO_{4}^{2-}+2H_{2}O} }
{\displaystyle \mathrm {2MnO_{4}^{2-}+2H_{2}O\longrightarrow 2MnO_{4}^{-}+2OH^{-}+H_{2}} }
Отримання перманганатів у розчині можливе при дії дуже сильних окисників, таки як PbO2 та NaBiO3.

## Хімічні властивості
Перманганати є одними з найсильніших окисників. В залежность від реакції середовища вони мають різні продукти свого відновлення:
у кислому середовищі:
{\displaystyle \mathrm {MnO_{4}^{-}+8H^{+}+5e^{-}\leftrightarrows Mn^{2+}+4H_{2}O} }; E0 = 1,51 В
в лужному середовищі:
{\displaystyle \mathrm {MnO_{4}^{-}+2H_{2}O+3e^{-}\leftrightarrows MnO_{2}\downarrow +4OH^{-}} }; E0 = 1,23 В
При нагріванні вони розкладаються, диспропорціонуючи з утворенням манганатів та оксиду MnO2:
{\displaystyle \mathrm {2KMnO_{4}{\xrightarrow {t}}\ K_{2}MnO_{4}+MnO_{2}+O_{2}} }

## Застосування
Перманганати, головним чином перманганат калію, широко використовуються як окисники у промислових синтезах (наприклад, у виробництві сахарину або бензойної кислоти), а також у лабораторній практиці (визначення вмісту відновників методом перманганатометрії). У медицини вони є антисептичними засобами. Окрім того перманганати застосовуються у дезінфекції води, оскільки мають подвійну перевагу перед використовуваним хлором: вони не надають смаку воді, а утворюваний осад MnO2 коагулює колоїдні часточки забрудника.